# (8322) Кононович
(8322) Кононович (лат. Kononovich) — типичный астероид главного пояса, открыт 5 сентября 1978 года советским астрономом Николаем Черных в Крымской астрофизической обсерватории и 13 октября 2000 года назван в честь российского астронома Александра Кононовича.

## Обнаружение и именование
(8322) Кононович
Открыт 5 сентября 1978 года в Крымской астрофизической обсерватории Н. С. Черных.
Александр Константинович Кононович (1850—1910) был профессором Новороссийского университета и много лет возглавлял Одесскую астрономическую обсерваторию. Пионер в области астрофизики. Известен своими фотометрическими наблюдениями за планетами, фотографическими наблюдениями за Солнцем и исследованиями солнечных протуберанцев.
Оригинальный текст (англ.)8322 Kononovich
Discovered 1978 Sept. 5 by N. S. Chernykh at the Crimean Astrophysical Observatory.
Aleksandr Konstantinovich Kononovich (1850—1910) was a professor at Novorossisk University and head of the Odessa Astronomical Observatory for many years. A pioneer in astrophysics, he is known for his photometric observations of the planets, photographic observations of the Sun and research on solar prominences.
Источники: 20001013/MPCPages.arc; M.P.C. 41383.

## Орбита

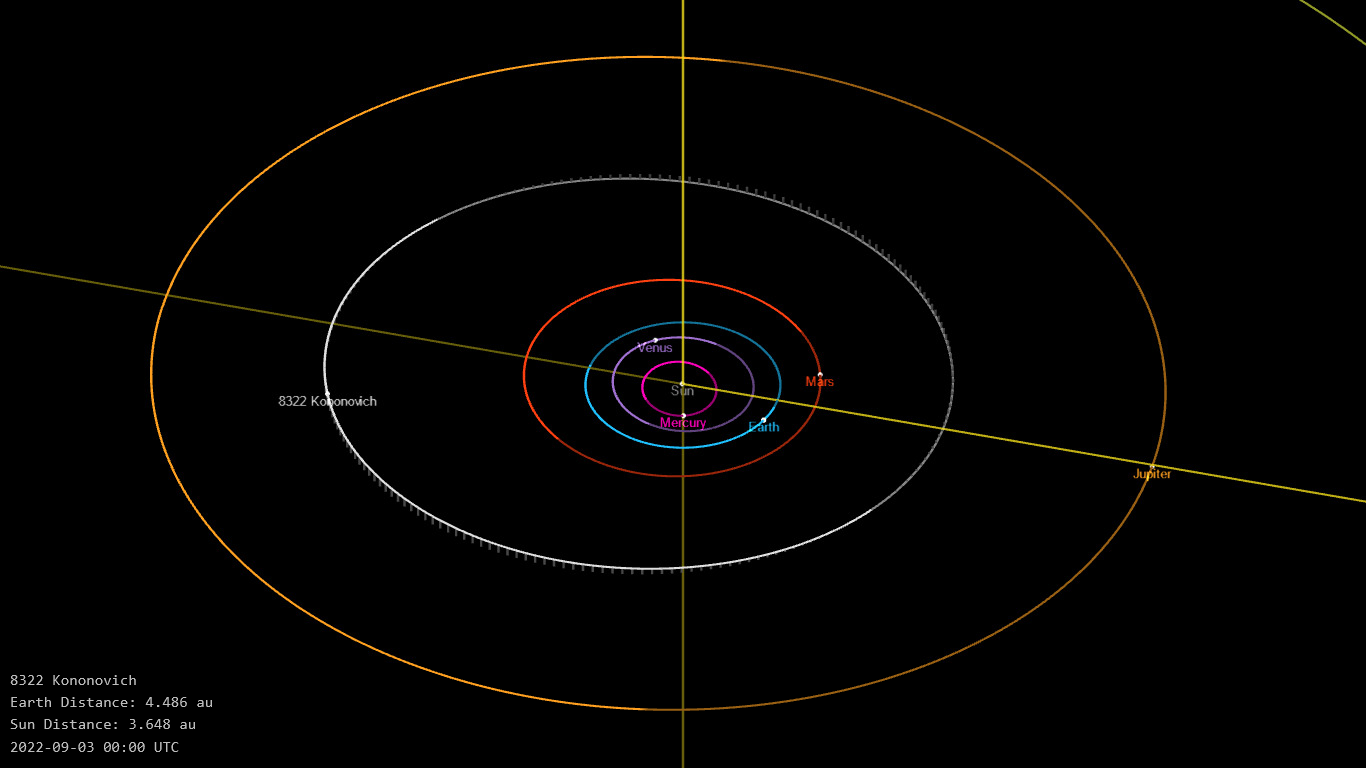
Орбита астероида Кононович и его положение в Солнечной системе

## Физические характеристики
Астероид относится к таксономическому классу C.
По результатам наблюдений в видимом и ближнем инфракрасном диапазоне космического телескопа NEOWISE диаметр астероида оценивался равным 11,610±0,243 км и 14,53±3,86 км. Согласно тем же источникам альбедо оценивается как 0,0827±0,0154, 0,05±0,04 и 0,083±0,015.